# 攀登到天空去！
《攀登到天空去！》（天まで登れ!）是日本女子偶像組合Hello! Pro研修生和Juice=Juice的第1张合作單曲。2012年6月20日由UP-FRONT WORKS發售。

## 概要
- 《攀登到天空去！》是Hello! Pro研修生和Juice=Juice的合作單曲。通算為Hello! Pro研修生第2張獨立製作單曲及Juice=Juice第3張獨立製作單曲
- 《攀登到天空去！（Juice=Juice Ver.）》於6月8日配信先行販售。於6月12日在Hello! Project專門店和live會場發賣。
- 與單曲《令女孩瘋狂的五月雨》同時發行。
- 此單曲有1個版本「CD ONLY」。

## 收錄内容
1. 攀登到天空去！
（作詞、作曲：淳君 編曲： ）
Hello! Pro研修生 feat. Juice=Juice
2. 攀登到天空去！（Juice=Juice Ver.）
3. 攀登到天空去！（Instrumental）

## 外部連結
- Juice=Juice官方網站 （页面存档备份，存于）（日語）